# Magnesiumnitrat
Magnesiumnitrat ist das Magnesiumsalz der Salpetersäure. Es ist hygroskopisch („feuchtigkeitsanziehend“) und hat die Summenformel Mg(NO3)2.

## Vorkommen
Das Hexahydrat von Magnesiumnitrat kommt natürlich als Mineral Nitromagnesit vor.

## Herstellung
Magnesiumnitrat kann durch Reaktion von Magnesium mit Distickstofftetroxid in Ethylacetat gewonnen werden.
{\displaystyle \mathrm {Mg+2\ N_{2}O_{4}\longrightarrow Mg(NO_{3})_{2}+2\ NO} }
Magnesiumnitrat entsteht durch die Neutralisation von Magnesiumhydroxid und Salpetersäure (siehe auch Titration, Synthese (Chemie)).
{\displaystyle \mathrm {Mg(OH)_{2}+2HNO_{3}\longrightarrow Mg(NO_{3})_{2}+2H_{2}O} }
Ebenfalls möglich ist die Reaktion von Magnesium mit Salpetersäure oder durch Reaktion von Magnesiumhydroxid mit Ammoniumnitrat.

## Eigenschaften
Magnesiumnitrat ist ein farb- und geruchloser Feststoff, der gut löslich in Wasser ist. Das Hexahydrat besitzt eine monokline Kristallstruktur mit der Raumgruppe P21/c (Raumgruppen-Nr. 14). Bei 88,9 °C beginnt dieses sein Kristallwasser abzugeben und die Verbindung löst sich (schmilzt) in diesem.

## Verwendung
Magnesiumnitrat wird als Dünger, Latentwärmespeicher (als Hexahydrat) oder in der Keramikindustrie eingesetzt. Ferner ist es ein bauschädliches Salz und wird bei der Entwässerung von Salpetersäure verwendet (siehe auch Nitrate).